# Bandeja de arena

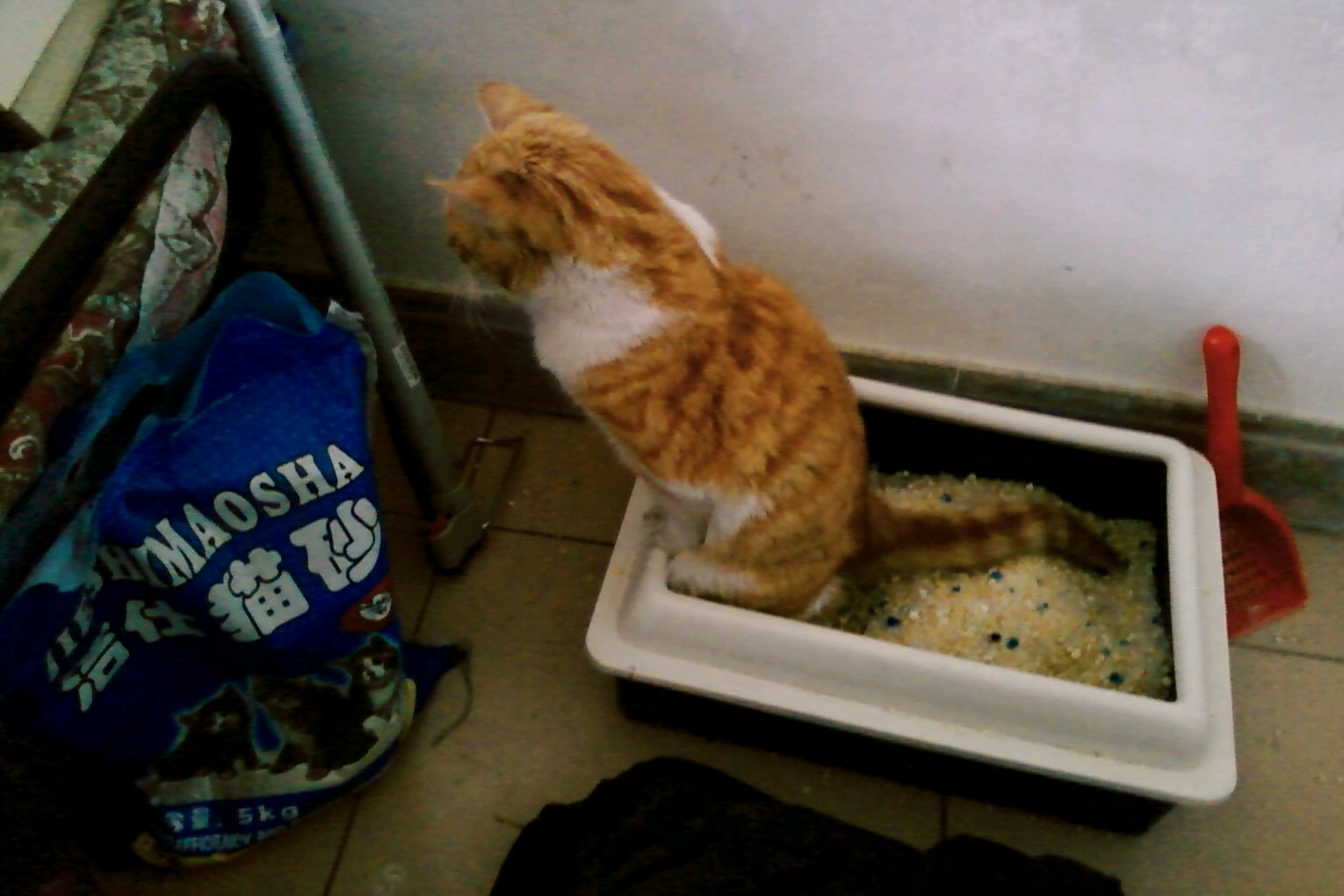
Un gato utilizando una bandeja de arena.

Una Caja de Arena o arenera es un recipiente de interior en el que los animales domésticos depositan sus heces y orina. Es utilizada habitualmente por gatos pero también se usa por ratones, serpientes y otras mascotas de forma natural o tras entrenamiento. 

## Características

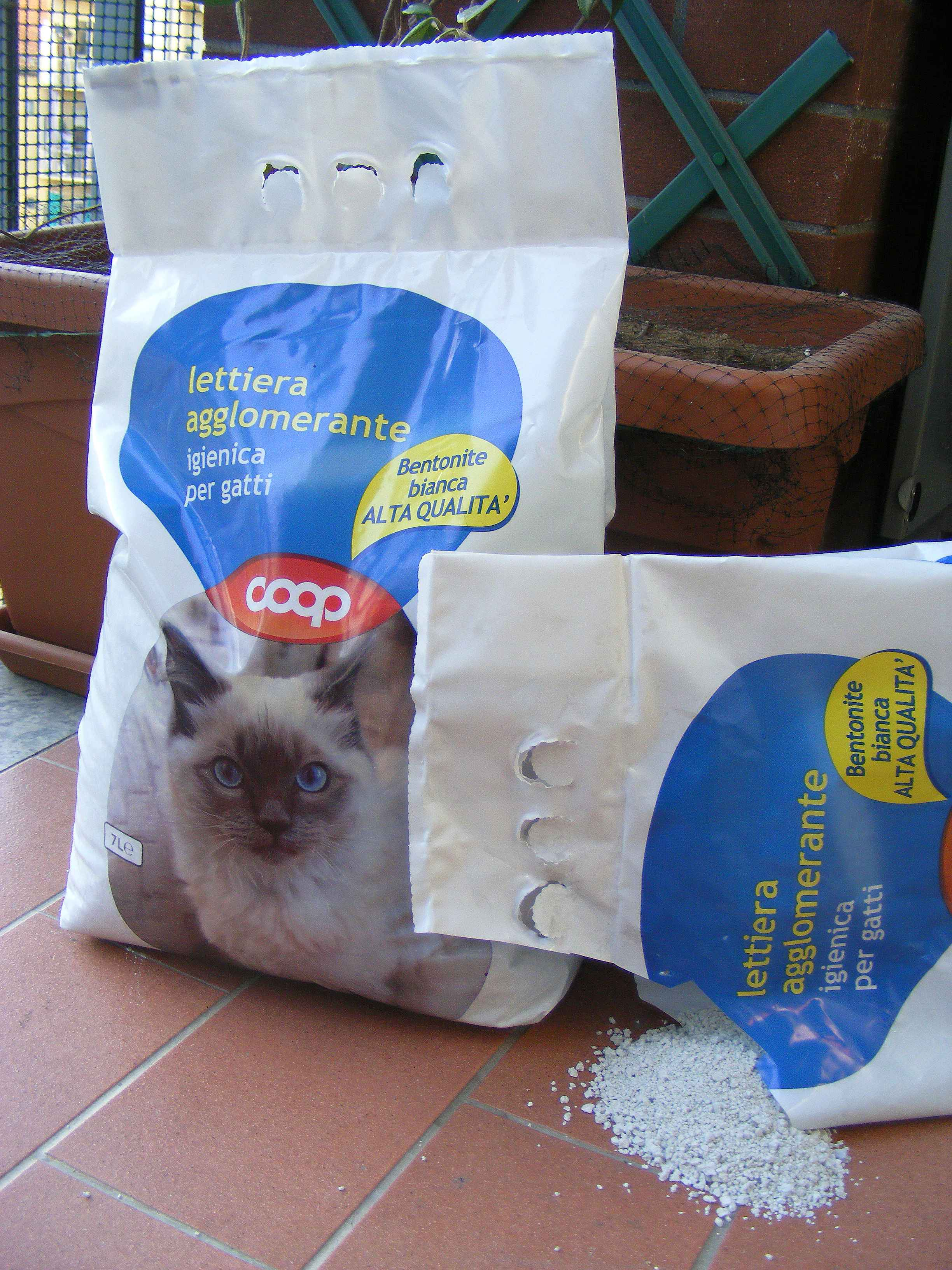
Bentonita utilizada para litera de gatos, en el interior de los hogares.

Consta básicamente de una caja plástica generalmente, donde se puede depositar la arena para gatos, existen diversos tipos de arena en el mercado, como lo es la convencional que consiste en sustrato simple que debe cambiarse a diario,de sepiolita que consiste en un mineral de gran capacidad absorbente, de sílice que es una arena sintética de silicato de sodio y la aglomerante que es mejor, ya que esta se trata de arena mezclada con bentonita, una arcilla aglomerante. Es sencillo reconocerla porque cuando el gato orina se forman unas bolas compactas que facilitan la desagradable tarea de recogerlas y desecharlas a la basura,dura más que la arena convencional y generalmente posee un olor agradable.
Actualmente, podemos encontrar en el mercado todo tipo de plásticos, desde PVC, ABS, PE, PP, PET, pero dentro de esta amplia  industria, podemos encontrar que hay algunos plásticos que poseen propiedades antibacterianas, antimicrobianas y hasta anti-olores incorporación puede aplicarse a un gran número de polímeros, o existen también filtros carbono antiolor para plásticos o resinas que se adhieren a estos evitando olores desagradables.